# Krajenka (gmina)
Krajenka est une gmina mixte du powiat de Złotów, Grande-Pologne, dans le centre-ouest de la Pologne. Son siège est la ville de Krajenka, qui se situe environ 7 km au sud-ouest de Złotów et 101 km au nord de la capitale régionale Poznań.
La gmina couvre une superficie de 191,79 km2 pour une population de 7 203 habitants.

## Géographie

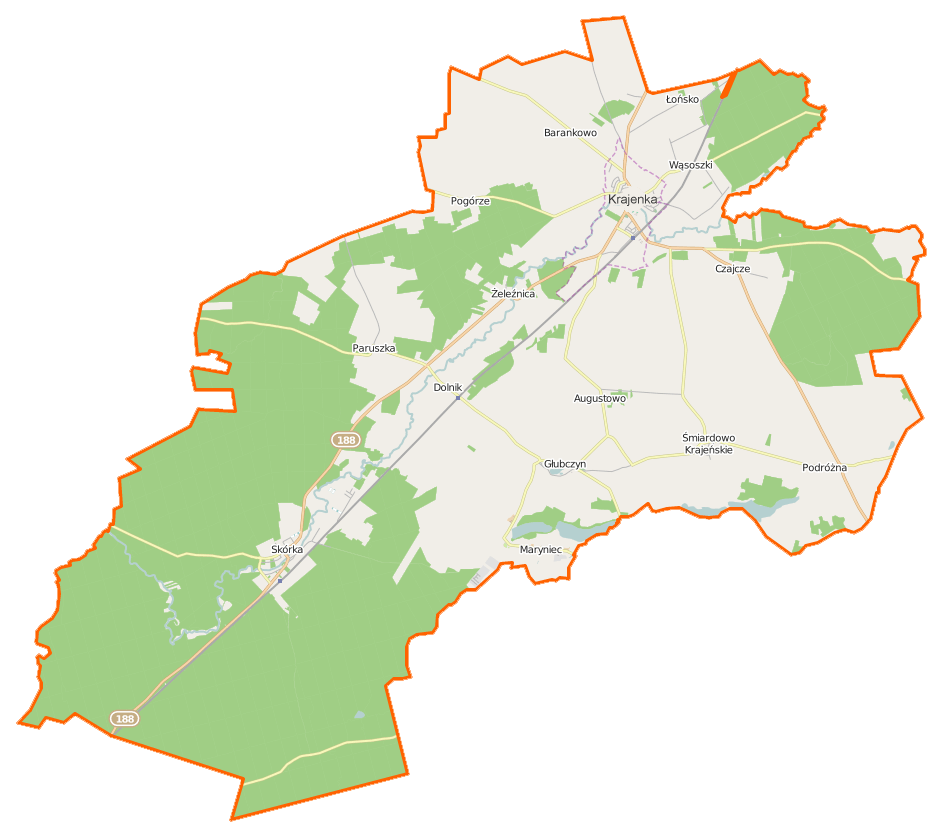
Plan de la gmina.

Outre la ville de Krajenka, la gmina inclut les villages de:
- Augustowo
- Barankowo
- Czajcze
- Dolnik
- Głubczyn
- Krajenka-Wybudowanie
- Leśnik
- Łońsko
- Maryniec
- Paruszka
- Podróżna
- Pogórze
- Skórka
- Śmiardowo Krajeńskie
- Tarnówczyn
- Wąsoszki
- Żeleźnica

### Gminy voisines
La gmina de Krajenka est bordée des gminy de:
- Kaczory
- Piła
- Szydłowo
- Tarnówka
- Wysoka
- Złotów

## Structure du terrain
D'après les données de 2002, la superficie de la commune de Krajenka est de 191,79 km², répartis comme tel :
- terres agricoles : 46 %
- forêts : 47 %

La commune représente 11,55 % de la superficie du powiat.

## Démographie
Données du 30 juin 2004 :
| description        | Total  | Total | Femmes | Femmes | Hommes | Hommes |
| ------------------ | ------ | ----- | ------ | ------ | ------ | ------ |
| Unité              | Nombre | %     | Nombre | %      | Nombre | %      |
| population         | 7 192  | 100   | 3 631  | 50,5   | 3 561  | 49,5   |
| Densité (hab./km²) | 37,5   | 37,5  | 18,9   | 18,9   | 18,6   | 18,6   |